# Mark Sykes (calciatore)
Mark Sykes (Belfast, 4 agosto 1997) è un calciatore nordirlandese naturalizzato irlandese, centrocampista del Bristol City e della nazionale irlandese.

## Caratteristiche tecniche
È un mediano.

## Carriera

### Club
Ha giocato nella prima divisione nordirlandese e nella seconda divisione inglese.

### Nazionale
Il 6 settembre 2016 ha esordito con la nazionale Under-21 nordirlandese disputando il match di qualificazione per gli Europei del 2017 perso 2-0 contro la Macedonia.
Successivamente sceglie di rappresentare l'Irlanda, da cui viene convocato per la prima volta nel marzo 2022. Esordisce con la selezione irlandese il 20 novembre 2022 nell'amichevole vinta contro Malta (0-1).

## Statistiche
Statistiche aggiornate al 15 maggio 2024.

### Presenze e reti nei club
| Stagione            | Squadra             | Campionato          | Campionato | Campionato | Coppe nazionali | Coppe nazionali | Coppe nazionali | Coppe continentali | Coppe continentali | Coppe continentali | Altre coppe | Altre coppe | Altre coppe | Totale | Totale | Totale |
| Stagione            | Squadra             | Comp                | Pres       | Reti       | Comp            | Pres            | Reti            | Comp               | Pres               | Reti               | Comp        | Pres        | Reti        | Pres   | Reti   |        |
| ------------------- | ------------------- | ------------------- | ---------- | ---------- | --------------- | --------------- | --------------- | ------------------ | ------------------ | ------------------ | ----------- | ----------- | ----------- | ------ | ------ | ------ |
| 2013-2014           | Glenavon            | P                   | 5          | 0          | IC              | 0               | 0               |                    | -                  | -                  | -           | -           | -           | 5      | 0      |        |
| 2014-2015           | Glenavon            | P                   | 2          | 0          | IC              | 0               | 0               | UEL                | 1                  | 0                  | -           | -           | -           | 3      | 0      |        |
| 2015-2016           | Glenavon            | P                   | 25         | 1          | IC              | 4               | 0               | UEL                | 0                  | 0                  | -           | -           | -           | 29     | 1      |        |
| 2016-2017           | Glenavon            | P                   | 33         | 2          | IC+CdL          | 3+2             | 1+0             | UEL                | 2                  | 0                  | -           | -           | -           | 40     | 3      |        |
| 2017-2018           | Glenavon            | P                   | 30         | 9          | IC              | 2               | 0               |                    | -                  | -                  | -           | -           | -           | 32     | 9      |        |
| 2018-gen. 2019      | Glenavon            | P                   | 22         | 4          | IC              | 0               | 0               | UEL                | 2                  | 0                  | -           | -           | -           | 24     | 4      |        |
| Totale carriera     | Totale carriera     | Totale carriera     | 117        | 16         |                 | 11              | 1               |                    | 5                  | 0                  |             | -           | -           | 133    | 17     |        |
| gen.-giu. 2019      | Oxford Utd          | FL1                 | 9          | 0          | FACup           | 0               | 0               | -                  | -                  | -                  | FLT         | 2           | 0           | 11     | 0      |        |
| 2019-2020           | Oxford Utd          | FL1                 | 23+3       | 1+1        | FACup+CdL       | 5+4             | 0+1             | -                  | -                  | -                  | FLT         | 4           | 0           | 39     | 3      |        |
| 2020-2021           | Oxford Utd          | FL1                 | 32+2       | 0          | FACup+CdL       | 1+1             | 0               | -                  | -                  | -                  | FLT         | 6           | 0           | 42     | 0      |        |
| 2021-2022           | Oxford Utd          | FL1                 | 40         | 8          | FACup+CdL       | 2+2             | 0               | -                  | -                  | -                  | FLT         | 1           | 0           | 45     | 8      |        |
| Totale Oxford Utd   | Totale Oxford Utd   | Totale Oxford Utd   | 104+5      | 9+1        |                 | 15              | 1               |                    | -                  | -                  |             | 13          | 0           | 137    | 11     |        |
| 2022-2023           | Bristol City        | FLC                 | 36         | 5          | FACup+CdL       | 4+2             | 1+0             | -                  | -                  | -                  | -           | -           | -           | 42     | 6      |        |
| 2023-2024           | Bristol City        | FLC                 | 40         | 5          | FACup+CdL       | 0+2             | 0               | -                  | -                  | -                  | -           | -           | -           | 42     | 5      |        |
| Totale Bristol City | Totale Bristol City | Totale Bristol City | 76         | 10         |                 | 8               | 1               |                    | -                  | -                  |             | -           | -           | 84     | 11     |        |
| Totale carriera     | Totale carriera     | Totale carriera     | 302        | 36         |                 | 34              | 3               |                    | 5                  | 0                  |             | 13          | 0           | 354    | 39     |        |

### Presenze e reti in nazionale
| Cronologia completa delle presenze e delle reti in nazionale ― Irlanda | Cronologia completa delle presenze e delle reti in nazionale ― Irlanda | Cronologia completa delle presenze e delle reti in nazionale ― Irlanda | Cronologia completa delle presenze e delle reti in nazionale ― Irlanda | Cronologia completa delle presenze e delle reti in nazionale ― Irlanda | Cronologia completa delle presenze e delle reti in nazionale ― Irlanda | Cronologia completa delle presenze e delle reti in nazionale ― Irlanda | Cronologia completa delle presenze e delle reti in nazionale ― Irlanda |
| Data                                                                   | Città                                                                  | In casa                                                                | Risultato                                                              | Ospiti                                                                 | Competizione                                                           | Reti                                                                   | Note                                                                   |
| ---------------------------------------------------------------------- | ---------------------------------------------------------------------- | ---------------------------------------------------------------------- | ---------------------------------------------------------------------- | ---------------------------------------------------------------------- | ---------------------------------------------------------------------- | ---------------------------------------------------------------------- | ---------------------------------------------------------------------- |
| 20-11-2022                                                             | Ta' Qali                                                               | Malta                                                                  | 0 – 1                                                                  | Irlanda                                                                | Amichevole                                                             | -                                                                      | 85’                                                                    |
| 16-10-2023                                                             | Faro                                                                   | Gibilterra                                                             | 0 – 4                                                                  | Irlanda                                                                | Qual. Euro 2024                                                        | -                                                                      | 83’                                                                    |
| 21-11-2023                                                             | Dublino                                                                | Irlanda                                                                | 1 – 1                                                                  | Nuova Zelanda                                                          | Amichevole                                                             | -                                                                      |                                                                        |
| 26-3-2024                                                              | Dublino                                                                | Irlanda                                                                | 0 – 1                                                                  | Svizzera                                                               | Amichevole                                                             | -                                                                      | 79’                                                                    |
| 11-6-2024                                                              | Aveiro                                                                 | Portogallo                                                             | 3 – 0                                                                  | Irlanda                                                                | Amichevole                                                             | -                                                                      | 83’                                                                    |
| 20-3-2025                                                              | Plovdiv                                                                | Bulgaria                                                               | 1 – 2                                                                  | Irlanda                                                                | UEFA Nations League 2024-2025 - Play-off                               | -                                                                      | 76’                                                                    |
| Totale                                                                 |                                                                        | Presenze                                                               | 6                                                                      |                                                                        | Reti                                                                   | 0                                                                      |                                                                        |

## Palmarès

### Club

#### Competizioni nazionali
- Irish Cup: 2

Glenavon: 2013-2014, 2015-2016
- IFA Charity Shield: 1

Glenavon: 2016